# Referendum costituzionale in Irlanda del maggio 2012
Il referendum costituzionale in Irlanda del maggio 2012 si è tenuto il 31 maggio e aveva ad oggetto la ratifica del Fiscal Compact.
Prevelsero i sì col 60,3%. La decisione di indire un referendum sul Fiscal Compact venne presa dal governo irlandese a seguito dei pareri del Procuratore generale, e venne annunciata dal Primo ministro Enda Kenny il 28 febbraio 2012.

## Proposte di modifica
Articolo 29.4-10: Lo Stato può ratificare il Trattato sulla stabilità, di coordinamento e governance nell'Unione economica e monetaria, firmato a Bruxelles il 2 marzo 2012. Nessuna disposizione della presente Costituzione annulla le leggi approvate e le misure adottate dallo Stato, rese necessarie dagli obblighi dello Stato in forza a tale Trattato, o impedisce le leggi approvate, gli atti compiuti o provvedimenti adottati dagli organi competenti nell'ambito di tale Trattato, di avere forza di legislazione dello Stato.
Il disegno di legge che ha consentito il varo del referendum venne pubblicato il 28 marzo 2012. Si propose inoltre di inserire un nuovo comma dell'articolo 29 della Costituzione.

## Campagna referendaria

### Favorevoli
Il 27 maggio, il Primo ministro Enda Kenny lancia un appello agli elettori per sostenere il referendum al fine di contribuire alla ripresa dalla crisi finanziaria irlandese. "Questo trattato rafforza le regole economiche e di bilancio applicate a nazioni come l'Irlanda e che utilizzano l'euro. Si creerà così, in tutta europa, l'auspicata stabilità, essenziale per la crescita e la creazione di posti di lavoro. Un voto forte creerà la certezza e l'equilibrio che il nostro Paese necessita, per proseguire sulla via della ripresa economica."

### Oppositori
La Campagna del No considera il Trattato di Stabilità, in realtà, come al Trattato dell'Austerità. Il leader dello Sinn Féin Gerry Adams, ha promesso di condurre una "forte campagna anti-trattato" per fermare quello che ha descritto come, un patto che peggiorerebbe "la terribile politica di austerità del governo irlandese." Shane Ross chiede al popolo irlandese di respingere il trattato, come "l'unico modo per fermare un processo segno di resa da parte dell'Irlanda nel processo decisionale economico." Anche l'Alleanza della Sinistra Unita sostiene il No al referendum.
Il 29 febbraio 2012, Éamon Ó Cuív si è dimesso da leader del Vice segretario del Fianna Fáil e portavoce delle Comunicazioni a causa di insoddisfazione per la posizione del suo partito, promettendo di votare contro il trattato, affermando : "aderire ad una unione monetaria era costato l'Irlanda molti sacrifici ... i cittadini europei sono consapevoli che potrebbe esserci un'altra via da seguire."

## Risultati

### Livello nazionale
| Preferenza           | Voti      | %     |
| -------------------- | --------- | ----- |
| Sì                   | 955.091   | 60,37 |
| No                   | 626.907   | 39,63 |
| Totale               |           |       |
| Schede bianche/nulle |           |       |
| Votanti              | 1.589.081 | 50,53 |
| Elettori             | 3.144.828 |       |

### Per circoscrizione
| Circoscrizione            | Aventi diritto | % Affluenza alle urne | Si     | No      |
| ------------------------- | -------------- | --------------------- | ------ | ------- |
| Carlow–Kilkenny           | 102.643        | 51                    | 32.920 | 19.098  |
| Cavan–Monaghan            | 97.803         | 48,8                  | 27.296 | 20.106  |
| Clare                     | 80.102         | 49,8                  | 26.121 | 13.616  |
| Cork East                 | 81.692         | 46,5                  | 24.212 | 13,616  |
| Cork North Central        | 74.257         | 51,5                  | 19.798 | 18.275  |
| Cork North West           | 61.672         | 51,9                  | 20.894 | 10.961  |
| Cork South Central        | 89.844         | 53,5                  | 29.730 | 18.090  |
| Cork South West           | 59.852         | 51,5                  | 20.350 | 10.360  |
| Donegal North East        | 58.387         | 42,6                  | 10.975 | 13.758  |
| Donegal South West        | 63.127         | 41,9                  | 11.862 | 14.466  |
| Dublin Central            | 55.092         | 48,3                  | 14.183 | 12.312  |
| Dublin Mid West           | 64.445         | 51,6                  | 16.590 | 16.585  |
| Dublin North              | 69.533         | 52,9                  | 22.153 | 14.507  |
| Dublin North Central      | 52.799         | 58,8                  | 19.250 | 11.660  |
| Dublin North East         | 57.175         | 57,2                  | 18,890 | 13.679  |
| Dublin North West         | 48.352         | 51,9                  | 11.682 | 13.302  |
| Dublin South              | 101.451        | 57,1                  | 43.735 | 13.931  |
| Dublin South Central      | 77.869         | 51,7                  | 19.706 | 20.428  |
| Dublin South East         | 56.037         | 48,8                  | 19.682 | 7.539   |
| Dublin South West         | 69,872         | 51                    | 17.531 | 18.028  |
| Dublin West               | 61.762         | 51,7                  | 18.503 | 13.300  |
| Dún Laoghaire             | 78.655         | 57,2                  | 33.242 | 11.554  |
| Galway East               | 81.587         | 46,8                  | 24.015 | 13.955  |
| Galway West               | 87.456         | 48,2                  | 24.282 | 17.645  |
| Kerry North–West Limerick | 62.271         | 47,2                  | 17.800 | 11.403  |
| Kerry South               | 57.146         | 48,3                  | 17.727 | 9.685   |
| Kildare North             | 75.513         | 51,2                  | 25.169 | 13.384  |
| Kildare South             | 57.790         | 49,6                  | 16.678 | 11.902  |
| Laois–Offaly              | 106.297        | 48,6                  | 30.655 | 20.741  |
| Limerick                  | 64.419         | 48,3                  | 20.459 | 10.491  |
| Limerick City             | 64.241         | 48,8                  | 18.933 | 12.262  |
| Longford–Westmeath        | 85.159         | 46,7                  | 23.886 | 15.723  |
| Louth                     | 99.008         | 52,2                  | 27.114 | 24.289  |
| Mayo                      | 96.158         | 47,8                  | 30,738 | 14.977  |
| Meath East                | 64.178         | 49                    | 19.613 | 11.697  |
| Meath West                | 62.232         | 47,6                  | 16.661 | 12.785  |
| Roscommon–South Leitrim   | 59.020         | 52                    | 18,562 | 11.991  |
| Sligo–North Leitrim       | 61.892         | 48                    | 17.828 | 11.728) |
| Tipperary North           | 62.044         | 54                    | 21.819 | 11.454  |
| Tipperary South           | 55.717         | 53                    | 17.797 | 11.546  |
| Waterford                 | 76.993         | 51,1                  | 22.585 | 16.585  |
| Wexford                   | 110.302        | 48,9                  | 31.039 | 22.654  |
| Wicklow                   | 92.984         | 57,5                  | 32.426 | 20.839  |